# Palawanbladvogel
De Palawanbladvogel (Chloropsis palawanensis) is een vogelsoort uit de familie van de Bladvogels. De Palawanbladvogel komt alleen voor op het Filipijnse eiland Palawan en enkele eilanden in de buurt.

## Beschrijving

### Kenmerken
De Palawanbladvogel is een bladvogel van gemiddelde grootte. De soort wordt inclusief staart zo'n 19 centimeter met een vleugellengte van 8,5 centimeter. De bovendelen zijn grasgroen van kleur. Het voorhoofd, keel en plek onder de ogen zijn geel. De streep onder de gele plek bij de ogen begint blauw en gaat over in wit of paars. De schouderveren en de aanzet van de buitenste vleugelveren zijn paarsblauw. De rest van de buitenste vleugelveren en middelste vleugelveren zijn zwart met een blauw randje. De binnenste vleugelveren zijn grasgroen. De borst en buik zijn limoenachtig groen. De staart is blauw met groen bovenaan en met grijs aan het einde. De snavel is zwart, de ogen bruin en de ring daaromheen paarsachtig bruin. De poten zijn grijs.

### Voortplanting
Van deze vogelsoort is niets bekend over de voortplanting in het wild.

## Verspreiding en leefgebied
Van de Palawanbladvogel zijn geen verschillende ondersoorten bekend. De soort leeft alleen of in een gemengde groep vogels (vooral buulbuuls) in de bossen, bosranden en struikgewas op de eilanden Balabac, Busuanga, Calauit, Coron, Dumaran en Palawan. Palawanbladvogels leven veelal boven in de bomen, zijn moeilijk waar te nemen en vallen vooral op door hun geluid.

## Status
De Palawanbladvogel heeft een redelijk groot verspreidingsgebied en daardoor is de kans op uitsterven gering. De grootte van de populatie is niet gekwantificeerd, maar gaat plaatselijk in aantal achteruit. Het tempo van achteruitgang ligt onder de 30% in tien jaar (minder dan 3,5% per jaar). Om deze redenen staat deze bladvogel als niet bedreigd op de Rode Lijst van de IUCN.